# Cedric Alexander
Cederick Alexander Johnson (* 16. August 1989 in Charlotte, North Carolina, USA), besser bekannt unter seinem Ringnamen Cedric Alexander, ist ein US-amerikanischer Wrestler, der bis Februar 2025 bei World Wrestling Entertainment unter Vertrag stand.
Sein bisher größter Erfolg war der Erhalt der Raw Tag Team Championship.

## Wrestlingkarriere
2010 bestritt Johnson viele Dark Matches bei der Wrestlingliga Ring of Honor, wo er später auch unter Vertrag genommen wurde und den Ringnamen Cedric Alexander bekam. Dort bildete er von 2011 bis 2013 mit Caprice Coleman das Tag Team C&C Wrestle Factory. Nach der Auflösung des Tag Teams trat Johnson als Einzelwrestler auf. Am 14. Mai 2016 gab Johnson seinen Anschied von Ring of Honor bekannt.
Johnson nahm an der von World Wrestling Entertainment veranstalteten Cruiserweight Classic teil, wo er bis zum Achtelfinale kam und von Kota Ibushi besiegt wurde.
Nach dem Turnier unterschrieb er einen Vertrag bei der WWE, wo er Teil der wiedereingeführten Cruiserweight-Division wurde. Dort durfte er seinen Ringnamen behalten. Sein Debüt-Match für WWE bestritt er am 19. September bei Raw, wo er in einem Fatal-Four-Way-Match, in dem auch Rich Swann und Gran Metalik involviert waren, The Brian Kendrick unterlag. Mit der Einführung von WWE 205 Live wurde er, wie auch alle anderen Wrestler der Cruiserweight Division, ein Teil von WWE 205 Live. Dort stellte man ihn anfangs Alicia Fox als Valet an der Seite, die laut Storyline seine Freundin war.
Im Februar 2017 zog er sich eine Knieverletzung zu und fiel bis zum 23. Mai aus. Im Dezember 2017 begann er eine Fehde gegen Enzo Amore um die WWE Cruiserweight Championship. Die beiden sollten ursprünglich beim WWE Royal Rumble 2018 ein Match um die WWE Cruiserweight Championship bestreiten. Zu diesem Match kam es durch die Entlassung Enzo Amores nicht, sodass der Titel vakantiert werden musste. Bei WrestleMania 34 besiegte er Mustafa Ali im Turnierfinale um die vakante WWE Cruiserweight Championship zu gewinnen und krönte sich so zum ersten Mal in seiner Karriere zum WWE Cruiserweight Champion. Diesen Titel verlor er dann nach 181 Tagen Regentschaft an Buddy Murphy.

### Main Roster (2019–2025)
Im Rahmen des Superstar Shake-Ups 2019 wechselte Alexander am 15. April 2019 von 205 Live zu Raw. Am 24. Juni 2019 gewann er den WWE 24/7 Championship verlor ihn aber wenige Sekunden später wieder. Am 17. August 2020 gewann er den Titel von Shelton Benjamin. Jedoch verlor er diesen in der gleichen Nacht wieder. Im September 2020 schloss er sich der Gruppierung The Hurt Business an, bestehend aus den Mitgliedern Bobby Lashley, Shelton Benjamin und MVP. Am 20. Dezember 2020 gewann er zusammen mit Benjamin die Raw Tag Team Championship, hierfür besiegten sie The New Day Kofi Kingston und Xavier Woods. Die Regentschaft hielt 85 Tage und verloren am 15. März 2021 die Titel zurück an The New Day.
Am 29. März 2021 wurde er durch Bobby Lashley und MVP aus der Gruppierung geworfen. Bei der Raw-Ausgabe vom 27. September 2021 vereinte er wieder mit dem Stable, indem er in einem Match gegen Big E eingriff. Am 22. November 2021 gewann er erneut die WWE 24/7 Championship, hierfür besiegte er Reggie. Den Titel verlor er jedoch einige Sekunden später an Dana Brooke. Am 10. Januar 2022 wurde bekannt gegeben, dass sich das Stable komplett auflösen wird.
Am 7. Februar 2025 gab Alexander offiziell seinen Abschied von der WWE bekannt und beendete damit seine neunjährige Zusammenarbeit mit dem Unternehmen.

## Wrestlingerfolge
World Wrestling Entertainment

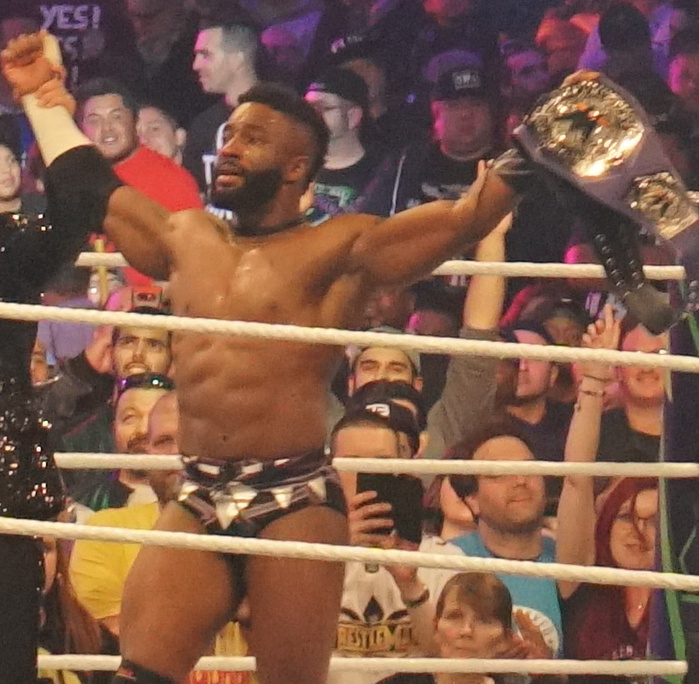
Cedric Alexander bei Wrestlemania 34 als Cruiserweight Champion.

- 1× Raw Tag Team Champion (1× mit Shelton Benjamin)
- 1× WWE Cruiserweight Champion
- 3× WWE 24/7 Champion
- WWE Cruiserweight Classic (2018)

America’s Most Liked Wrestling
- 1× AML Prestige Championship

CWF Mid-Atlantic
- 1× CWF Mid-Atlantic Television Championship

Exodus Wrestling Alliance
- 1× EWA Junior Heavyweight Championship

Premiere Wrestling Federation
- 1× PWF WORLD-1 Heavyweight Championship

Premiere Wrestling Xperience
- 1× PWX Heavyweight Championship

Pro Wrestling EVO
- 1× EVO Heavyweight Championship

WrestleForce
- 2× WrestleForce Championship